# تيد سميث (دراج)
تيد سميث (بالإنجليزية: Ted Smith)‏ هو دراج أمريكي، ولد في 9 أغسطس 1928 في تشيكتاواغا في الولايات المتحدة، وتوفي في 8 مايو 1992.

## وصلات خارجية
- تيد سميث على موقع إحصائيات الدراجات الإحترافية (الإنجليزية)
- تيد سميث على موقع أوليمبيديا (الإنجليزية)